# Anosia wheeleri
Anosia wheeleri är en fjärilsart som beskrevs av Talbot 1943. Anosia wheeleri ingår i släktet Anosia och familjen praktfjärilar. Inga underarter finns listade i Catalogue of Life.